# القصير (إسكندرون)
القصير بلدة في لواء اسكندرون الذي تنازلت عنه فرنسا لتركيا عام 1939. غيرت تركيا اسمها عام 1948 لتصبح (بالتركية: Altınözü)‏. تقع البلدة قرب مدينة سلقين (على الطرف الآخر من نهر العاصي) في محافظة إدلب.
معظم سكان المنطقة من المُسلمون إلى جانب طائفة مسيحية أرثوذكسية شرقية تملك كنيستين في المدينة، وتضم المنطقة على قرية توكاتشلي العربية المسيحية. في عام 2015 شهدت المنطقة حالة من العنف الطائفي مع المسلمين الأتراك، حيث قيل أنّ الأحداث اندلعت بسبب التحرش الجنسي لفتاة مسيحية من قبل متدرب حلاقة مُسلم.